# Ванталон-ан-Севенн
Ванталон-ан-Севенн (фр. Ventalon en Cévennes) — муніципалітет у Франції, у регіоні Окситанія, департамент Лозер. Ванталон-ан-Севенн утворено 1 січня 2016 року шляхом злиття муніципалітетів Сент-Андеоль-де-Клергемор i Сен-Фрезаль-де-Ванталон. Адміністративним центром муніципалітету є Сен-Фрезаль-де-Ванталон. Населення — 260 осіб (01.01.2021).